# Bail civil en droit français
Un bail en droit français est un contrat selon lequel une partie, appelée le bailleur, confère à une autre partie, appelée le locataire ou le preneur, le droit d'usage d'un bien mobilier ou immobilier pour un certain temps, moyennant le versement d'un loyer.

## Cadre légal
Les baux d'habitation principale sont essentiellement régis par la loi no 89-462 du 6 juillet 1989. Il existe également des baux civils, des baux professionnels, des baux commerciaux et des baux ruraux.
Le droit commun du bail est situé dans le Code civil français, présenté aux articles 1708, 1709 et 1710, et organisé aux articles 1713 à 1751.
Un contrat de bail écrit et signé entre bailleur et locataire peut être obligatoire selon le type de bail.

## Obligations

### Obligations du bailleur
- Céder l’usage de la chose à temps
- Remettre la chose dans un état approprié
- Entretenir la chose (cependant l’entretien courant demeure à la charge du locataire)
- Payer les charges et les impôts dus à la chose
- Assurer au(x) locataire(s) un usage tranquille et sûr de la chose.

Si le bailleur ne délivre pas la chose à temps, le locataire a deux possibilités : 
- Demander l'exécution du contrat (forcer le bailleur à prendre rapidement les mesures nécessaires pour mettre la chose à disposition).
- Se départir du contrat

Si le bailleur ne délivre pas la chose dans un état approprié, le locataire peut : 
- Demander la réparation de la chose
- La résiliation du contrat

En cas de faute de la part du bailleur, le locataire peut, en plus demander des dommages-intérêts à condition de respecter des formes (envoi de mise en demeure, saisie du tribunal).

### Obligations du locataire et preneur
Voir : Serge BRAUDO-Alexis BAUMANN, « Preneur - Définition », sur Dictionnaire Juridique (consulté le 22 août 2022)
- Payer le loyer et les charges locatives
- Maintenir la chose en état (entretien) (voir : État des lieux, en droit)
- Signaler sans délais les défauts au bailleur.
- Tolérer les visites du bailleur.

Si le locataire a un retard dans le paiement du loyer, le bailleur peut :
- Exiger le paiement du loyer ;
- Poursuivre son locataire ;
- Résilier le bail et, dans le cas d'un bail immobilier, entamer une procédure d’expulsion (à condition toutefois d’avoir fixé par écrit un délai de paiement au locataire).

## Lois détaillant les contrats de bail
Mise en place  de moyens coercitifs depuis 1945 :
- 1er septembre 1948 – Bailleur social exploité
- 22 juin 1982 – Loi Quillot
- Loi no 86-1290 du 23 décembre 1986 tendant à favoriser l'investissement locatif, l'accession à la propriété de logements sociaux et le développement de l'offre foncière, dite « Loi Mehaignerie »[3]
- Loi no 89-462 du 6 juillet 1989 tendant à améliorer les rapports locatifs et portant modification de la loi no 86-1290 du 23 décembre 1986, dite « Loi Mermaz »[1]

Les trois dernières lois ont le même objet, le bail d’habitation et le bail mixte.
La loi de 1989 a subi plusieurs modifications, notamment par :
- 21 juillet 1994 Loi pour l’habitat
- La loi no 2002-73 du 17 janvier 2002 de modernisation sociale[4]
- L'ordonnance no 2005-655 du 8 juin 2005 relative au logement et à la construction[5]
- La loi no 2006-685 du 13 juin 2006 relative au droit de préemption et à la protection des locataires en cas de vente d'un immeuble[6]
- La loi no 2006-872 du 13 juillet 2006 portant engagement national pour le logement[7], dite « loi ENL » (engagement national pour le logement)
- 5 mars 2007 La loi sur le logement opposable
- La loi no 2007-297 du 5 mars 2007 relative à la prévention de la délinquance[8]
- La loi no 2007-1787 du 20 décembre 2007 relative à la simplification du droit[9]
- La loi no 2008-111 du 8 février 2008 pour le pouvoir d'achat[10]
- La loi no 2009-323 du 25 mars 2009 de mobilisation pour le logement et la lutte contre l'exclusion[11]
- La loi no 2009-526 du 12 mai 2009 de simplification et de clarification du droit et d'allègement des procédures[12]
- La loi no 2010-788 du 12 juillet 2010 portant engagement national pour l'environnement[13]
- La loi no 2010-1609 du 22 décembre 2010 relative à l'exécution des décisions de justice, aux conditions d'exercice de certaines professions réglementées et aux experts judiciaires[14].
- La loi no 2011-525 du 17 mai 2011 de simplification et d'amélioration de la qualité du droit[15]

### Contrat de louage
Le contrat de louage (articles 1709 à 1762 du Code civil) :
- Le louage peut porter sur une chose immeuble ou meuble. Le régime est le même entre les deux situations, même si une grande partie des dispositions se situent dans une section désormais mal nommée « Section 1 : Des règles communes aux baux des maisons et des biens ruraux » ;
- l’une des parties s’oblige à faire jouir l’autre de la chose ;
- le louage doit porter sur une durée (1 an). Chaque partie peut se réserver le droit de sortir du contrat ;

Dans le contrat de louage la destination contractuelle est importante, il faut déterminer de quelle destination il s’agit : d’une destination commerciale (droit commercial), d’une destination rurale (les baux ruraux) ou une destination principale (loi Mermaz).

## Bien immobilier à usage d'habitation

### Résiliation d'un bail immobilier
Le contrat de location peut à tout moment être résilié par le locataire ou par le bailleur. 
Sauf exception, le délai de préavis applicable est de trois mois lorsqu'il émane du locataire et de six mois lorsqu'il est à l'initiative du bailleur.

### À l'initiative du locataire
À tout moment le locataire peut donner congé à condition de respecter un préavis de trois mois pouvant être réduit à un mois sous conditions. 
Le locataire reste redevable du loyer et de ses obligations naissant du bail jusqu'à la fin de son préavis. Le préavis peut néanmoins être écourté si le bailleur trouve un nouveau locataire qui souhaite rentrer dans les lieux, dans ce cas le locataire n'est redevable des loyers qu'au prorata temporis. Les assertions du type « tout mois commencé est dû » ne sont pas légales. Ainsi, si la fin du préavis est le 12 du mois, le locataire ne doit payer que 12/30e du dernier loyer et des charges. 
La notification du congé doit se faire au bailleur par lettre recommandée avec accusé de réception (LRAR) ou signifiée par acte d'huissier ou remise en main propre avec signature d'un reçu. Lorsqu’il y a plusieurs locataires tous doivent donner congé sinon celui-ci ne sera opposable qu’à l’égard de celui qui a donné congé. Il y a solidarité entre les locataires et le congé de l’un ne le décharge pas de son obligation de paiement pour la période postérieure à la date d’effet du congé (son obligation continue jusqu’à la fin du bail).[réf. souhaitée]
Le délai court à partir de la réception de la LRAR ou la signification de l’acte par huissier.
Les délais de préavis de congé:
1. si le logement est loué vide
Le délai de préavis du congé est de trois mois[18],[19] (voir ci-dessous pour les exceptions).
2. si le logement est loué meublé
Le délai de préavis du congé est d'un mois (art L632-1 du code de la construction et de l'habitation), y compris pour un étudiant en résidence étudiante.
3. dans certains cas exceptionnels comme un logement insalubre, dangereux etc.
 Aucun délai

Il est à noter que si dans le contrat de bail, il est stipulé un délai de préavis défavorisant le locataire par rapport aux délais de la loi, les lignes sont considérées comme nulles et non écrites.
Liste des cas réduisant le délai de préavis à un mois pour une location vide:
- En cas de mutation, à l'initiative de l'employeur ou du salarié[20]. L’éloignement n’est pas une condition. Le stage professionnel n’est pas un cas de mutation. Il faut que le congé soit envoyé à une période très proche de la signification de la mutation.[réf. souhaitée]
- La perte d’un emploi, licenciement ou fin de contrat à durée déterminée. Ne sont pas assimilables à une perte d’emploi: le changement d’activité, la démission, l’abandon de poste, départ à la retraite, la perte d’emploi dans une activité libérale ou commerciale, la fin des études. Une rupture conventionnelle est en revanche assimilée à une perte d'emploi[21]. En effet, selon le ministre du logement (réponse ministérielle du 16 mars 2010 publiée au JOAN Q. no 40307), « en cas de rupture conventionnelle d'un CDI, le locataire qui donne congé bénéficie, sous réserve de l'interprétation des tribunaux, d'un délai de préavis réduit à un mois puisque cette rupture conduit à une perte d'emploi qui est une des conditions pour bénéficier d'un préavis réduit ».
- En cas d'obtention d'un premier emploi ou de nouvel emploi consécutif à une perte d'emploi.
- Pour le locataire dont l'état de santé, constaté par un certificat médical, justifie un changement de domicile.
- En zone tendue : les territoires mentionnés au premier alinéa du I de l'article 17 (celui-ci indique « Les zones d'urbanisation continue de plus de 50 000 habitants où il existe un déséquilibre marqué entre l'offre et la demande de logements »). Un décret fixe la liste des communes comprises dans ces zones[22].
- Pour les bénéficiaires du revenu de solidarité active ou de l'allocation adulte handicapé.
- Pour le locataire qui s'est vu attribuer un logement défini à l'article L. 351-2 du code de la construction et de l'habitation.

Dans le cadre d'une location meublée il n'y a pratiquement pas de réduction de délai :
- Le locataire âgé de plus de 60 ans[réf. souhaitée] dont l’état de santé justifie un changement de domicile

Si le contrat de bail est commun aux deux époux il suffit que l’un d’eux satisfasse d’un motif légitime pour que le préavis réduit s’applique. Ceci peut également s’appliquer au colocataire.
Le bailleur peut toujours contester le préavis réduit sauf s’il a expressément validé le motif. La jurisprudence dispense le locataire de tout préavis lorsque les lieux sont insalubres ou inhabitables, c’est au locataire d’en ramener la preuve.[réf. souhaitée]

#### Rupture de bail à son terme
Il faut qu’il y ait une volonté expresse de l’une des parties pour mettre fin au contrat. Lorsque l’on a manifesté sa volonté de donner congé il est impossible de se rétracter sauf accord de l’autre partie, c'est-à-dire du bailleur.

### À l'initiative du propriétaire
La résiliation provenant du bailleur est plus compliquée car, en temps normal, en plus du délai de préavis à respecter, elle doit être motivée et respecter la date d'échéance du bail.
Le propriétaire peut donner congé à son locataire uniquement dans trois cas :
- à l'échéance du bail (conditionné par certains motifs valables). En cours de bail, si le locataire respecte le contrat, il est impossible de lui donner congé. Le congé ne peut prendre effet qu'à l'échéance du bail [23],[24] (i.e normalement une fois tous les 3 ans pour une location vide et une fois par an pour une location meublée). Il demeure toujours possible de vendre le logement occupé ;
- par une clause de résiliation (exemple : non-paiement du loyer) ;
- à la suite d'une demande en justice.

#### Cas 1: Congé à l'échéance du bail
Ce congé doit être motivé par l'une des 3 raisons suivantes sous peine de nullité du congé :
- reprise du logement pour y habiter lui-même ou pour loger son conjoint, son concubin depuis au moins un an, son partenaire de  pacte civil de solidarité (PACS), ses ascendants, ses descendants, ou les ascendants ou les descendants de son conjoint ;
- pour vendre le bien vide ;
- existence d'un motif légitime et sérieux de non-renouvellement du bail (la loi n'a pas donné de définition de ce qu'il faut entendre par "légitime et sérieux". En règle générale, il s'agit le plus souvent de l'inexécution par le locataire de l'une de ses obligations locatives : retards répétés de paiement du loyer, défaut d'entretien du logement, troubles du voisinage...)

Il doit en informer préalablement le locataire (par lettre recommandée avec accusé de réception ou par huissier), six mois au moins avant le terme du bail pour une location vide. Pour une location meublée, le délai de préavis est ramené à 3 mois.
Pendant le délai de préavis, le locataire n'est redevable du loyer et des charges que pour le temps où il a occupé réellement les lieux si le congé a été notifié par le bailleur.
Il est redevable du loyer et des charges concernant tout le délai de préavis si c'est lui qui a notifié le congé,

#### Cas 2: Rupture du bail suivant une clause du contrat
La majorité des contrats prévoient une clause résolutoire en cas de non-paiement de plus de deux mois de loyers, ou en cas de non-présentation d'une attestation d'assurance, après un mois.
Ces clauses permettent au bailleur de mettre fin au contrat, après avoir établi un commandement à payer délivré par huissier, conformément à l'article 24 de la loi no 89-462 du 6 juillet 1989, puis, sans saisie du juge des référés par le locataire sous deux mois pour demander la suspension de la clause résolutoire. Le bailleur est en droit de demander, par référé, la condamnation du locataire, ainsi que son expulsion au moyen de la force publique.

#### Cas 3: Demande en justice
Les demandes de résiliation d'un contrat de bail sont déposées devant le tribunal d'instance même si le montant des loyers impayés est supérieur à 10 000 euros, essentiellement afin de permettre aux locataires d'être autorisés à se défendre sans avocat obligatoire. Quelques exceptions peuvent cependant être admises devant le tribunal de grande instance.